# Gare d’Azay-le-Rideau
Gare d’Azay-le-Rideau vasútállomás Franciaországban, Azay-le-Rideau településen.

## Vasútvonalak
Az állomást az alábbi vasútvonalak érintik:
- Les Sables-d'Olonne–Tours-vasútvonal

## Kapcsolódó állomások
A vasútállomáshoz az alábbi állomások vannak a legközelebb:
- Gare de Druye (Gare de Tours)
- Gare de Rivarennes (Gare de Chinon)